# University of Delhi
Die University of Delhi (Hindi दिल्ली विश्वविद्यालय IAST Dillī viśvavidyālay) ist eine staatliche Universität in Delhi im Norden von Indien. Mit mehr als 200.000 Studenten gehört sie zu den größten Hochschulen der Welt. Die Delhi University ist besonders bekannt für die Forschung und Lehre in klassischer indischer Musik, den Naturwissenschaften, Sprachen und der Volkswirtschaft. Visitator der Universität ist der Staatspräsident von Indien, Kanzler der Universität ist der Vizepräsident von Indien.

## Geschichte
Die Universität wurde 1922 durch die Regierung Britisch-Indiens gegründet.

## Fakultäten
1. Angewandte Sozial- und Geisteswissenschaften
2. Geisteswissenschaften
3. Ayurvedische- und Unanimedizin
4. Handel- und Wirtschaftsstudien
5. Pädagogik
6. Homöopathische Medizin
7. Interdisziplinäre- und Angewandte Wissenschaften
8. Rechtswissenschaften
9. Wissenschaften für Unternehmensführung
10. Mathematische Wissenschaften
11. Medizinische Wissenschaften
12. Musik- und Kunstwissenschaft
13. Open Learning
14. Wissenschaftstheorie
15. Sozialwissenschaften
16. Verfahrenstechnik

Weiterhin gibt es mehr als 80 der Universität untergeordnete Bildungseinrichtungen.